# Everode
Everode ist ein Ortsteil der Gemeinde Freden (Leine) im Landkreis Hildesheim in Niedersachsen (Deutschland).

## Geografie
Everode liegt südöstlich von Alfeld und nordöstlich von Freden. Die Ortschaft befindet sich westlich des Sackwalds und südwestlich des Ahrensbergs im östlichen Einzugsgebiet der Leine.

## Geschichte

### Erste Erwähnung
Erstmals wird der Ort 996 in einer Besitzurkunde des Bischofs Bernward als Avenigeroth erwähnt.

### Eingemeindungen
Im Juli 1965 entstand durch freiwilligen Zusammenschluss die Samtgemeinde Freden (Leine) mit den Gemeinden Everode, Freden, Winzenburg, Eyershausen, Ohlenrode und Wetteborn. Am 1. März 1974 kam Meimerhausen hinzu.
Zum 1. November 2016 wurde Everode Teil der Gemeinde Freden (Leine), nachdem die Samtgemeinde Freden (Leine) aufgelöst wurde.

## Politik

### Ortsrat
Der Ortsrat, der den Ortsteil Everode vertritt, setzt sich aus fünf Mitgliedern zusammen. Die Ratsmitglieder werden durch eine Kommunalwahl für jeweils fünf Jahre gewählt.
Bei der Kommunalwahl 2021 ergab sich folgende Sitzverteilung:
| Ortsrat 2021Insgesamt 5 Sitze - SPD: 1 - Lechel: 1 - Woyciechowski: 2 - CDU: 1 |

### Ortsbürgermeister
Der Ortsbürgermeister von Everode ist Marcel Woyciechowski (CDU). Sein Stellvertreter ist Rouven Kiehne (SPD).

### Wappen
Der Gemeinde wurde das Kommunalwappen am 21. Dezember 1934 durch das Preußische Staatsministerium verliehen. Der Landrat aus Alfeld überreichte es am 2. Januar 1935.
| Wappen von Everode | Blasonierung: „Schild gespalten. Vorn dreizehnmal von Rot und Gold geteilt; hinten auf Blau eine silberne, von einer aus dem linken Schildrand wachsenden, natürlich gefärbten Hand gehaltene Lilie mit drei Blüten.“ |
| Wappen von Everode | Wappenbegründung: Das Wappen der Gemeinde geht zurück auf das am ehemaligen „Paterhof“ angebrachte Wappen des Abts von St. Michael in Hildesheim, Gabriel Feusch (Feisch). Everode gehörte 1022 zum Gründungsgut der genannten Abtei und stand durch den Paterhof jahrhundertelang mit ihr in enger wirtschaftlicher und grundrechtlicher Verbindung. |

## Kultur und Sehenswürdigkeiten

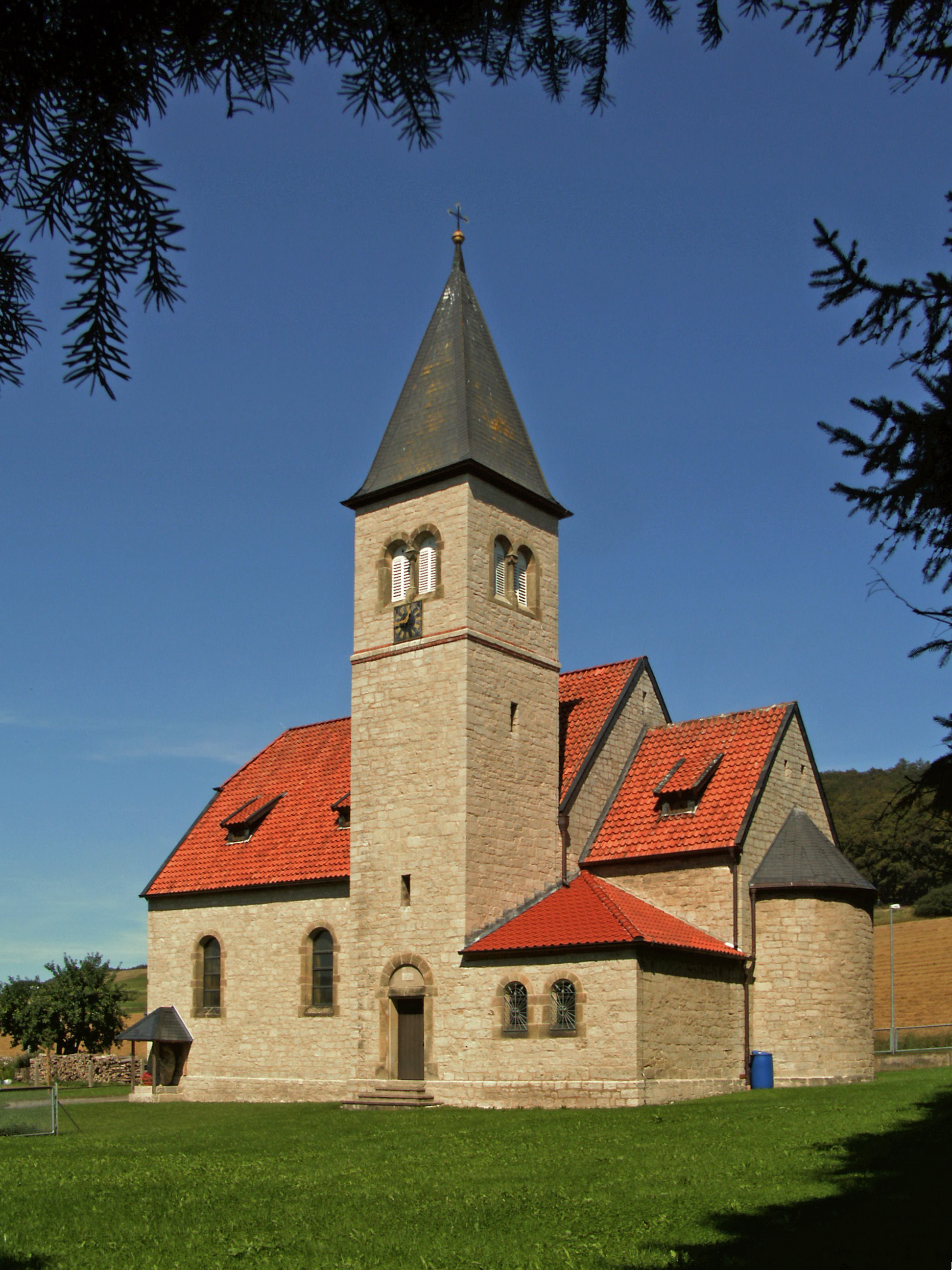
St.-Bernward-Kapelle

### Bauwerke
- Die evangelische St.-Cäcilien-Kirche, an der Hauptstraße gelegen, gehört zum Gemeindeverband Region Freden.
- Die katholische St.-Bernward-Kapelle, 1908 erbaut und am Nordrand des Ortes gelegen, gehört zur Pfarrgemeinde St. Marien in Alfeld.
- Am westlichen Ortsrand befindet sich ein jüdischer Friedhof, der durch die früher in Everode ansässige Kaufmannsfamilie Rosenbaum auf eigenem Grund und Boden angelegt wurde und sich noch heute im Besitz der Nachfahren befindet (Belegungszeit ca. 1878–1918).[8]

### Vereine
- Zu den örtlichen Vereinen gehört die 1892 gegründete TSG Everode, in welcher unter anderem Fußball, Tischtennis und Darts angeboten wird. Des Weiteren gibt es seit 1935 den Schützenverein KKS Everode.

### Museum
- Die Alt-Freden-Sammlung zeigt ortsgeschichtliche Informationen in Wort und Bild

## Wirtschaft und Infrastruktur
Everode ist über die Bundesstraße 3, die westlich der Gemeinde liegt, an das Straßennetz angeschlossen.